# Кемеровський міський округ
Кеме́ровський міський округ (рос. Кемеровский городской округ) — міський округ Кемеровської області Російської Федерації.
Адміністративний центр та єдиний населений пункт — місто Кемерово.

## Історія
Щегловськ отримав статус міста обласного підпорядкування 1932 року, коли був перейменований в Кемерово. Тоді ж був ліквідований Щегловський район, територія якого увійшла до складу Кемеровської міської ради.
Станом на 2002 рік до складу міськради входили також 5 селищ міського типу:
| № | Населений пункт                         | Населення, осіб (2002) | Населення, осіб (2010) |
| - | --------------------------------------- | ---------------------- | ---------------------- |
| 1 | Боровий, селище міського типу           | 6093                   | -                      |
| 2 | Кедровка, селище міського типу          | 18203                  | -                      |
| 3 | Кемерово, місто                         | 484754                 | 532981                 |
| 4 | Піонер, селище міського типу            | 6168                   | -                      |
| 5 | Промишленновський, селище міського типу | 6308                   | -                      |
| 6 | Ягуновський, селище міського типу       | 8408                   | -                      |

2004 року міська рада перетворена в Кемеровський міський округ, селища міського типу приєднані до міста Кемерово.

## Населення
Населення — 558662 особи (2019; 532981 в 2010, 529934 у 2002).